# On the Job 2: The Missing 8
 (août 2021).
Si vous disposez d'ouvrages ou d'articles de référence ou si vous connaissez des sites web de qualité traitant du thème abordé ici, merci de compléter l'article en donnant les références utiles à sa vérifiabilité et en les liant à la section « Notes et références ».
Série
On the Job
(2013)
Pour plus de détails, voir Fiche technique et Distribution.
On the Job 2: The Missing 8 est un film philippin réalisé par Erik Matti, sorti en 2021.
C'est la suite du flm On the Job sorti en 2013.

## Fiche technique
Sauf indication contraire, les informations mentionnées dans cette section peuvent être confirmées par la base de données cinématographiques IMDb,  présente dans la section « Liens externes ».
- Titre français : On the Job 2: The Missing 8
- Réalisation : Erik Matti
- Scénario : Erik Matti et Michiko Yamamoto
- Pays de production :  Philippines
- Format : Couleurs - 35 mm
- Genre : action, drame, thriller
- Durée : 208 minutes
- Dates de sortie :
  - Italie : 9 septembre 2021 (Mostra de Venise)
  - Philippines : 12 septembre 2021 (HBO Go)

## Distribution
- Andrea Brillantes :
- Christopher De Leon :
- Dante Rivero :
- Lotlot De Leon :
- Dennis Trillo :
- Soliman Cruz :
- Ricky Davao :
- Vandolph :
- John Arcilla :
- Joel Torre : Mario 'Tatang' Maghari

## Distinction
- Mostra de Venise 2021 : Coupe Volpi de la meilleure interprétation masculine pour John Arcilla